# Elias Xitavhudzi
Elias Xitavhudzi, meglio noto come PangaMan, (... – 14 novembre 1960), è stato un serial killer sudafricano, autore di 16 omicidi.

## Biografia
Di lui si conoscono poche informazioni frammentarie: tra il 1953 e il 1959 uccise 16 persone nella periferia di Atteridgeville, in Sudafrica; è uno dei primi ad avere colpito ad Atteridgeville, una delle città con il maggior numero di serial killer in Sudafrica. Tutte le sue vittime erano donne e uomini della comunità dei bianchi. I suoi crimini attirarono subito l'attenzione locale e della stampa. Nonostante i numerosi avvertimenti della polizia alla comunità dei bianchi di non trovarsi in luoghi appartati di notte, la catena di omicidi continuò per molto tempo.
L'arma che il killer usava per mutilare le vittime era un “Panga”, ossia un grosso machete; da qui gli deriva il soprannome “PangaMan”. I maschi, prima di essere uccisi venivano derubati. I cadaveri pare non li nascondesse, ma li scaricava in giro per la città. Alcuni degli oggetti rubati li vendeva, altri preferiva tenerseli. PangaMan risultò difficile da arrestare perché lavorava come addetto alle pulizie nella stazione di polizia e sapeva quando gli venivano poste trappole.
Xitavhudzi venne fermato a seguito della vendita di un orologio rubato: il compratore parlò agli altri di questo “affare” che aveva fatto; la polizia ne sentì parlare e scoprì che l'oggetto apparteneva ad una vittima del serial killer. Gli agenti andarono a casa di Xitavhudzi presso Vlakfontein e nel suo appartamento trovarono una raccolta di articoli di giornale su “PangaMan”. Il killer fu rintracciato e arrestato; alcuni testimoni lo identificarono, incastrandolo definitivamente. Ciò che sconvolse gli abitanti fu la scoperta che PangaMan era un assassino di colore che uccideva donne e uomini di un'altra etnia; pensavano che in quel posto solo un killer bianco potesse uccidere gente bianca.
In carcere confessò tutti i suoi crimini; fu quindi velocemente processato, trovato colpevole di 16 omicidi e condannato a morte tramite impiccagione; la sentenza fu eseguita il 14 novembre 1960. Qualche anno prima, il 10 febbraio 1956, era stato impiccato Elifasi Msomi, uno sciamano del KwaZulu-Natal che aveva assassinato con un'ascia 15 persone. I due casi sono vicini cronologicamente.